# 饶彰风
饶彰风（1913年5月25日—1970年9月12日），原名饶高平，笔名追光、蒲特、饶可飞、文星、张枫，男，广东大埔人，中华人民共和国政治人物，曾任广东省政协副主席。

## 生平
饶彰风是广东省大埔县茶阳镇下马湖村人。祖父饶福田，是清代秀才，擅长书画。父饶仁山曾在龙川县贝岭镇做小生意。他因父亲生意失败，小学毕业之后，曾辍学两年。1927年，以第一名考入大埔中学，成为埔中特14级学生。1930年考入公费的广州陆地测量学校，三个月后转入中山大学预科，1932年秋转入中山大学农科。以“追光”的笔名在《民国日报》的副刊《黄花》上发表文章。与杜埃等办起了革命文艺刊物《天王星》和公开的掩护刊物《南音》，喊出了进步、革命、抗日救亡的呼声，在北京、上海等地均有发行，在全国引起了一点反响。出版3期后被查封，1933年2月27日广州公安局把其列为共产党嫌疑犯遭追捕，离穗到港再到上海，通过暨南大学何家槐介绍，1933年到上海后加入左联，拜访了鲁迅先生，请鲁迅为“文化书店”的题词。1933年7月10日、31日在《生活日报》分别发表小说《烟叶潮》和<三个女游击队员>。后因父亲病重，回到家乡，由妻兄张富昌出钱在茶阳办了“文化书店”，同时是中共地下交通站，香港、潮汕、兴梅与闽西一带来往的地下工作者在此进出。1935年到西河溪南埠福良学校（现在的溪南小学），后又到梧岗小学教书，并开办妇女夜校。研制了“客家话拉丁化方案”，在学校校试行。常以“追光”的笔名在汕头《星华日报》发表杂文、评论、小说和诗歌，宣传抗日，评论时局。倡导国难教育，向学生灌输抗日救国的思想，把五、六年级学生发展成了革命青年与党的干部。1936年夏到广州中山大学参加了“突进社”并主编《突进》杂志。中共南方临时工作委员会在香港成立，成了“南临委”在中山大学第一批发展党员的对象，1936年8月，参加中国共产党，并被介绍到香港“南临委”机关工作。改名“蒲特"，从英语的无产阶级“PROIETARIAT'’的汉字译音“普罗列塔里亚特"中摘取。
1938年春中共广东省第一次代表大会上当选广东省委委员，任宣传部部长，负责领导广东文化界抗日救亡协会。编辑《大路》周刊。广州沦陷后，筹建东江特委，1939年2月任东江特委宣传部部长。1941年3月调任粤北省委统战部部长，化名黄得庆，在曲江办起樟油工业合作社任董事会主席。既是党的活动据点，又是粤北省委经费来源的基地。1942年5月，粤北省委在南委事件中遭破坏。根据上级指示，转移到东江地区。1942年12月成立中共广东省临时工作委员会，任临委秘书。1943年12月东江纵队在惠阳县坪山乡成立，任纵队司令部秘书长。1945年7月，中共广东区委员会成立，任区委委员，宣传部长。
解放战争时期，任广东区党委宣传部部长，改名饶彰风，化名张枫，与杨奇等赴香港工作，与南方局派来的廖沫沙等一起，重新建立宣传据点，开展港澳和海外的宣传工作。张枫以东江大富商的身份，在各种场合出现。负责筹办“为民主运动努力，为建国大业服务”的公开以党刊面貌出现的《正报》（1945年11月13日创刊，1946年6月东江纵队北撤烟台后就停刊了）；创办有利印务公司、新民主出版社；1946年1月4日复刊《华商报》办成团结和争取中间力量的报纸，还争取陈嘉庚为复刊作了“蜀道如天，忧心如捣，还政于民，仍在健斗”的题词。《华商报》在广东、广西、江西、福建、湖南、重庆等省市都有发行，是一份影响不小的报纸。1946年4月任东江纵队驻香港办事处主任，党组织从东江游击区抽调了一批干部在香港建立了电台和新华南通讯社，兼任社长。1946年6月任中共港粤工委(后改称香港工委)五名委员之一。港粤工委下属“文委”成立后，与廖沫沙一起负责了“文委”工作。创办达得学院。1947年3月，赴南洋工作，1948年2月接任夏衍的文化小组组长工作，任新华社新加坡分社社长，出版《新华周报》，创办新加坡新民主出版社。1948年5月，马来亚的政治形势恶化，英国殖民当局颁布了《英属海峡殖民地法令》与《内安法》，宣布共产党为非法组织，于1948年6月离开新加坡，绕道泰国返香港。连贯北上后，张枫任中共中央香港分局秘书长、香港工委书记等职，组织在港民主党派领导人和社会贤达近千人秘密前往解放区，参加筹建新政协。参与领导粤东、闽西、粤北始兴等地武装起义，“两航起义”、“灵甫”号和“重庆”号军舰起义、福建省银行香港分行和招商局起义及广州地区迎接解放的“护产运动”等。运送大批的药品、布匹、胶鞋、纸张等军用物品回内地，支援南方人民解放军武装和南下解放大军。
中华人民共和国成立后，于1949年10月17日抵达广州，被中共华南分局任命为《南方日报》社社长，兼任广州市人民政府委员、广州市军管会文教接管委员会新闻出版处处长，负责新闻出版系统的接管。1949年11月成立中共中央华南分局统战部任副部长（部长叶剑英兼）。建国初期，有四五百名民主人士、进步人士云集广州，都由统战部分别安排了适当的工作。1950年10月任广东省第一届各界人民代表会议协商委员会秘书长。1951年9月广东省第二届各届人民代表会议协商委员会任秘书长。1955年1月任华南分局统战部长，政协广东省第一届委员会秘书长、副主席。1955年7月任中共广东省委统战部首任部长。1956年5月11日任广东省人民委员会秘书长。
1954年，大埔民声汉剧团（广东汉剧院前身）首次到广州演出，得到饶彰风的重视，建议文化主管部门加强领导多方给予支持，另一方面邀请各界人士召开座谈会，为剧团提出修改、提高剧目的意见，并亲自参与《林昭德》一剧“包公夜思”的构思，还字斟句酌的修改《昭君出塞》的曲词。饶彰风与侨务部门的领导商量，在侨务部门的支持下，发动广东、福建在海外一批热心汉剧的华侨，还捐款购置服装、道具和地毯等。主张在剧目演出问题上搞“两条腿走路”、“三并举”，推陈出新，要多演现代戏。1956年，省委决定以民声汉剧团为基础成立广东汉剧团（1959年转为广东汉剧院）。
1957年，被批判“带着浓厚的资产阶级观点和感情去领导华南企业公司工作，在和资产阶级斗争中解除了思想武装”，受到了党内通报批评。1958年，被定性为“犯有严重右倾投降主义、严重的地方主义和严重的反党活动性质的错误”，被撤销了中共广东省委委员、省委统战部长和广东省政协副主席职务，降两级，下放到连平县山区当书记。惠阳地区汉剧团的前身——连平汉剧团，就是在他下放连平当县委书记时一手组建起来的。1960年调回任广东省科委任省科委副主任。1964年任广东省委文教办公室副主任、主任。1965年筹建广州外国语学院（现广东外语外贸大学），首任院长兼党委书记。“建校的时候，饶书记亲自领导大家在‘瘦狗岭’开荒，当时什么都没有，他亲自买进教学设备，和大家用镰刀、锄头建起了教学大楼。”“文化大革命”期间，1969年饶彰风被押解到乐昌七里营，1970年9月12日病逝。

## 身后
1974年，饶彰风的结论已从“敌我矛盾”改为“人民内部矛盾”。当时“省革委会”批准饶的家属的请求，把饶的骨骸从粤北运回广州火化，并举行简单的告别仪式，自发来参加的不下1200人。
1980年4月3日，中共广东省纪律检查委员会发文，撤销1958年对他的处分决定，恢复其政治名誉。

## 纪念
1982年9月22日，广东省委统战部根据省委的决定，在省科学馆礼堂举行“饶彰风同志逝世十二周年纪念会”。
中共广东省委党史研究委员会编《回忆饶彰风》，三联书店出版社，1989年6月版。大32开360页。
饶彰风纪念大楼位于大埔县茶阳镇大埔中学内。
2010年，在建校45周年之际，广东外语外贸大学组织编辑出版了《饶彰风在广外》一书，并铸造了饶彰风铜像，安放于大学校史馆内。2013年5月23日，学校举行了“纪念饶彰风同志诞辰100周年”系列活动。